# مرسل بريد (مهنة)
مرسل البريد هو شخص يعمل لدى ناشر صحف] للتعامل مع الصحف من المكان الذي تخرج منه من المطبعة حتى وصولها إلى المكان الذي يتم تحميلها داخل شاحنات أو أي وسائل أخرى لنقل الصحف.

إن إعداد الصحف يتضمن تحديد الرزم من خلال الطبعة وإدراج الملاحق الإعلانية وكذلك النقل المادي للرزم.

## معلومات تاريخية
قبل التشغيل الآلي كانت هذه العملية مهنة ذات عمالة كثيفة وكان هناك الآلاف من الأشخاص يعملون مرسلي بريد في أوج فترات هذه المهنة. في الولايات المتحدة الأمريكية تم إدراج هذا التخصص في الاتحاد الدولي للطباعة.
في أوائل القرن العشرين كان هناك انقسام بين العاملين بالطباعة ذوي المهارة الأعلى ومراسلي البريد ذوي المهارة الأقل حول ما إذا كان يمكن تمثيلهم في الاتحاد نفسه.